# Biała Nyska
Biała Nyska (niem. Bielau) – wieś w Polsce, położona w województwie opolskim, w powiecie nyskim, w gminie Nysa, nad rzeką Białą Głuchołaską, na południe od Nysy, nad sztucznym Jeziorem Nyskim, utworzonym na Nysie Kłodzkiej.
Według danych z 2011 roku miejscowość zamieszkiwało 895 osób.
W latach 1954–1961 wieś należała i była siedzibą władz gromady Biała Nyska, po jej zniesieniu w gromadzie Siestrzechowice.

## Nazwa
12 listopada 1946 r. nadano miejscowości polską nazwę Biała Nyska, dopuszczając wariant Biała Niska.

## Zabytki

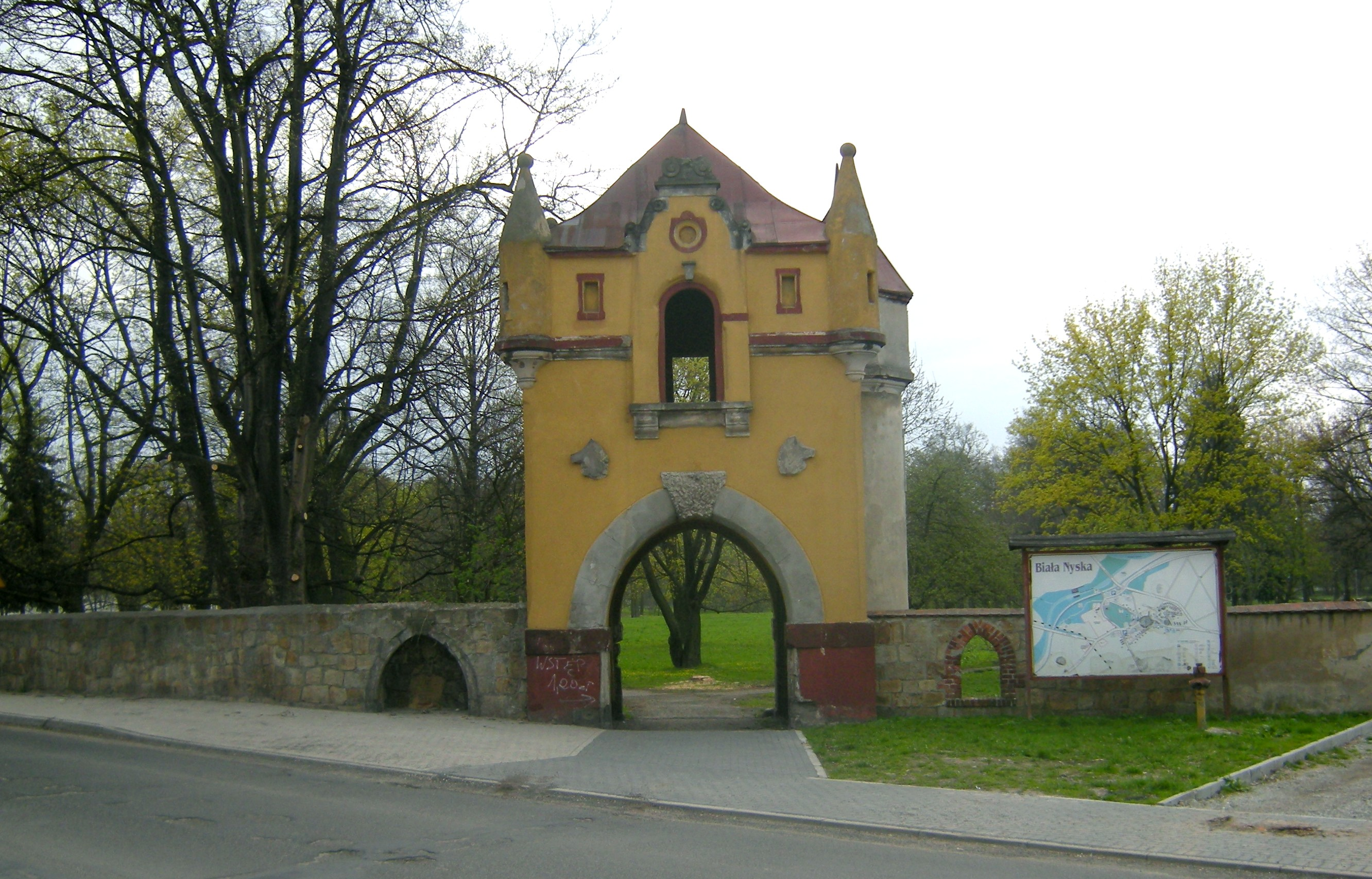
Brama wjazdowa do zamku

Do wojewódzkiego rejestru zabytków wpisane są:
- Kościół cmentarny pw. św. Jana Chrzciciela, z 1892 roku.
- Ogrodzenie kościoła parafialnego, z końca XVI wieku – mur kamienny, oszkarpowany. Od strony północnej znajduje się w nim bramka, zapewne z końca XVI wieku, murowana, otynkowana z przejazdem zamkniętym półkoliście. Szczyt wydzielony belkowaniem z wydatnym gzymsem, trójkątnym, przerwanym przyczółkiem, lizeną pośrodku oraz 2 stiukowymi rozetami po bokach. Przy murze znajduje się krzyż granitowy, zapewne średniowieczny.
- Cmentarz parafialny, z końca XIX wieku.
- Zespół zamkowy, z XVI wieku, XIX wieku:
  - Park krajobrazowy w stylu angielskim, na wschód od zamku, z osią widokową ku zachodowi i śladami stawu z wyspą.
  - Ruina zamku (nie istnieje) – wzniesionego na rzucie 4-boku z prostokątnym dziedzińcem pośrodku, zwróconego frontem ku południu. Zamek był murowany, w dolnych partiach z kamienia i cegły, częściowo gotyckiej, otynkowany. Przy narożniku północno-zachodnim znajdowała się nowsza, okrągła wieża. Pod budynkiem znajdowały się piwnice sklepione kolebkowo. W części wschodniej skrzydła północnego znajdowała się kaplica. Do lat 60. XX w. zachował się m.in. obręb murów z licznymi fragmentami renesansowej kamieniarki okien i wejść z profilowaniem lub fazowaniem. Pierwotnie na obszarze miejscowości znajdował się gród, wzmiankowany w 1285 roku, posiadany przez książąt świdnicko-jaworskich. Konflikt z biskupami wrocławskimi i zniszczenie grodu z XIII w. zmusiły Bolka I Surowego do budowy w latach 1292–1296 zamku murowanego. Po obłożeniu księcia klątwą w 1294 roku, na mocy układu zamek został rozebrany przez fundatora. Na fundamentach zburzonego zamku wzniesiono w XVI w. nowy obiekt. Przebudowano go ok. 1897 roku, w stylu neogotyckim, wzorując się na pałacu w Mosznej. Ostatnim właścicielem majątku w Białej Nyskiej był baron Krystian Rudolf von Falkenhauzen, który w 1940 r. popełnił samobójstwo. W 1945 r. w czasie działań wojennych miejscowość i zamek zostały zrujnowane w 70 procentach. Po 1945 r. zamek nie został odbudowany i popadał w dalszą ruinę. Rozebrany z polecenia władz, bez zgody konserwatora. Zachowano jedynie bramę wjazdową.

Katalog zabytków sztuki w Polsce wymienia dodatkowo:
- Kościół parafialny pw. św. Jana Ewangelisty, wzmiankowany w 1284 roku. Poprzedni, z końca XVI wieku, rozebrano w związku z budową obecnego, murowanego, neogotyckiego, zakończoną w 1892 roku. Kościół został spalony w 1945 roku, odbudowany w 1947 roku. Marmurowa płyta nagrobna Małgorzaty Glaub, ur. Falkenhaus (zm. 1654) z płaskorzeźbionym kartuszem herbowym[8].

## Transport
Przez miejscowość przebiegała Linia kolejowa nr 328 z przystankiem kolejowym Biała Nyska.

## Turystyka
15 lipca 2010, w ramach organizowanego w Prudniku VI Europejskiego Tygodnia Turystyki Rowerowej, w którym wzięli udział rowerzyści z całej Europy, przez Białą Nyską prowadziła trasa „Szlakiem błogosławionej Marii Luizy Merkert”.

## Ludzie związani z Białą Nyską
- Urodził się tutaj muzyk Emil Bohn[10].